# South Georgia Survey

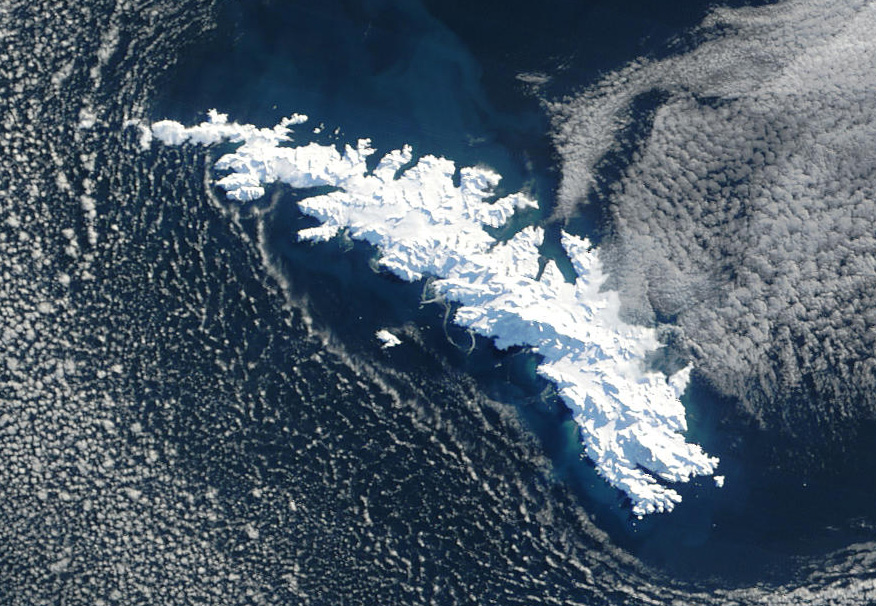
Satellitenbild Südgeorgiens, Zielgebiet des South Georgia Survey

Der South Georgia Survey (frei übersetzt: Vermessung Südgeorgiens) war eine von 1951 bis 1957 durchgeführte britische Forschungskampagne zur geodätischen Vermessung und Kartierung von Südgeorgien. Ihr Leiter war der Polarforscher Verner Duncan Carse (1913–2004). An den vier Teilkampagnen der Unternehmung waren jeweils zwischen vier und acht Wissenschaftler beteiligt.
Obwohl Südgeorgien bereits seit Beginn des 20. Jahrhunderts als Standort für den kommerziellen Walfang diente, war das Innere der Insel noch größtenteils unbekannt. In dieser Zeit existierende Landkarten basierten auf Vermessungen der Küstenlinie durch den britischen Seefahrer James Cook, der hier im Jahr 1775 angelandet war. Die Aufgabe des South Georgia Survey bestand darin, die gesamte Insel zu vermessen und auf Grundlage dieser Vermessungen qualitativ hochwertige Landkarten des Gebiets zu entwerfen.
Finanziert wurde die Unternehmung von der Royal Geographical Society, den Falkland Islands Dependencies, dem Verlag Odham Press und weiteren privaten Geldgebern. Das War Office und das Ministry of Supply stellten Versorgungsgüter und Ausrüstung zur Verfügung. Die Reise der Wissenschaftler nach und von Südgeorgien erfolgte auf Transportschiffen, die die Walfangstationen auf Südgeorgien versorgten. Als Forschungsbasis diente die Walfangstation in Grytviken. Erkundungsfahrten vor Ort wurden auf Walfangschiffen durchgeführt. Zahlreiche geografische Objekte auf Südgeorgien wurden im Zuge der Forschungsarbeiten entdeckt und benannt.